# Cantó d'Anonai Sud

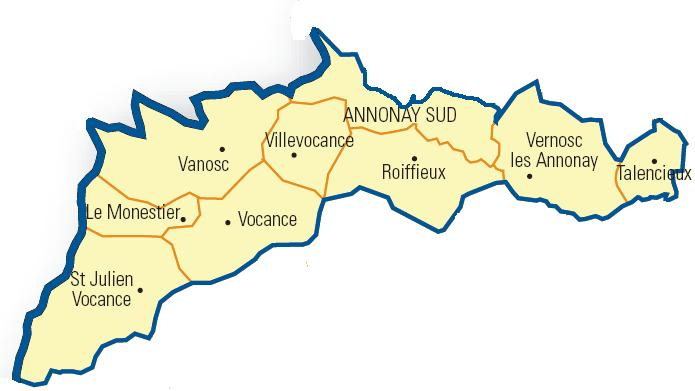
Comunes del cantó

El cantó d'Anonai Sud és un cantó francès del departament de l'Ardecha, situat al districte de Tornon. Té 8 municipis i part del d'Anonai.

## Municipis
- Anonai
- Monestier
- Reifiòc
- Saint-Julien-Vocance
- Talencieux
- Vanosc
- Vernosc-lès-Annonay
- Villevocance
- Vocance

## Història
| Data d'elecció                           | Identitat             | Partit           | Qualitat |
| ---------------------------------------- | --------------------- | ---------------- | -------- |
| 1973-1992                                | Régis Perbet          | UDR, després RPR |          |
| 1992-1998                                | Claude Faure          | RPR              |          |
| 1998-2011                                | Jean-Claude Tournayre | PS               |          |
| 2011-                                    | Simon Plénet          | PS               |          |
| les dades anteriors no són pas conegudes |                       |                  |          |
|                                          |                       |                  |          |

| 1962 | 1968 | 1975 | 1982 | 1990 | 1999   | 2007   |
| ---- | ---- | ---- | ---- | ---- | ------ | ------ |
| -    | -    | -    | -    | -    | 14.283 | 15.444 |